# هواپیمایی امارات (ماشین کابلی)
هواپیمایی امارات (انگلیسی: Emirates Air Line) یک خط ماشین کابلی در لندن، انگلستان است که روی رودخانه تیمز ساخته شده است.
این تله‌کابین که توسط شرکت دوپل مایر گاراونتا با حمایت هواپیمایی امارات ساخته شده در تاریخ ۲۸ ژوئن ۲۰۱۲ به بهره‌برداری رسیده است و طول آن ۱۱۰۰ متر است.

## نگارخانه

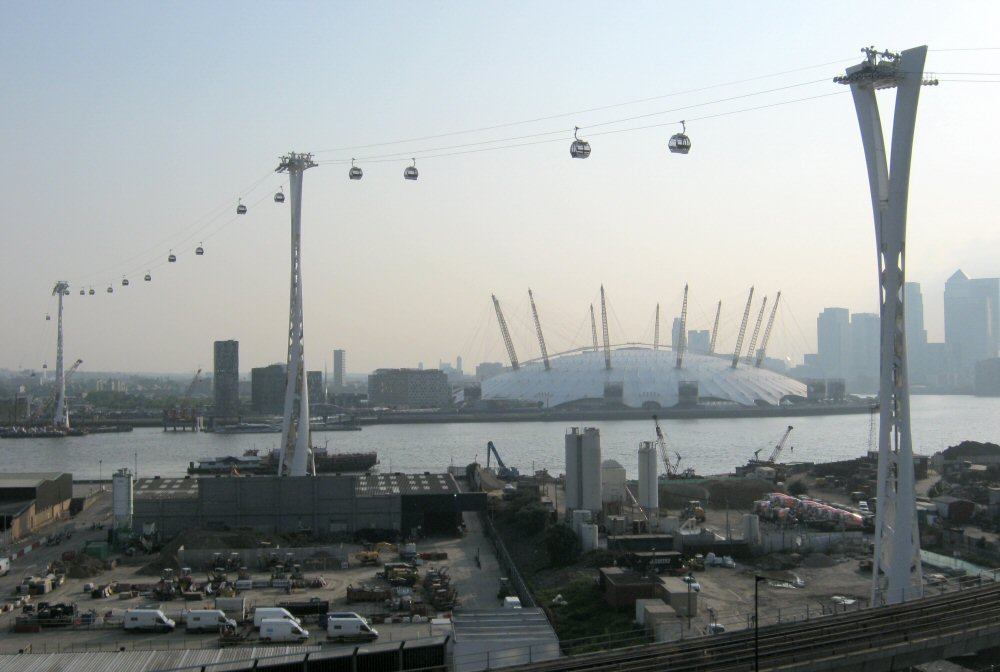
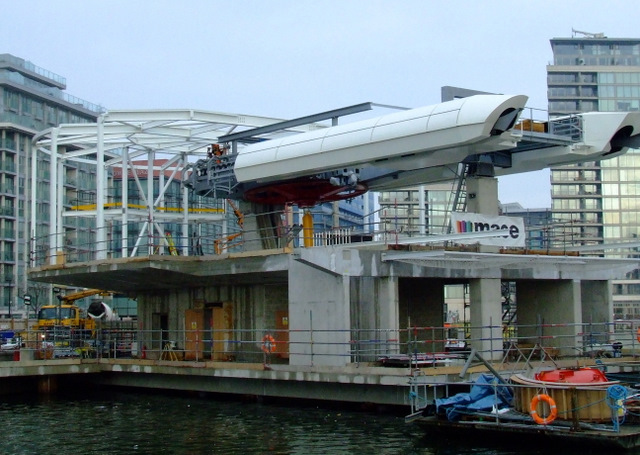
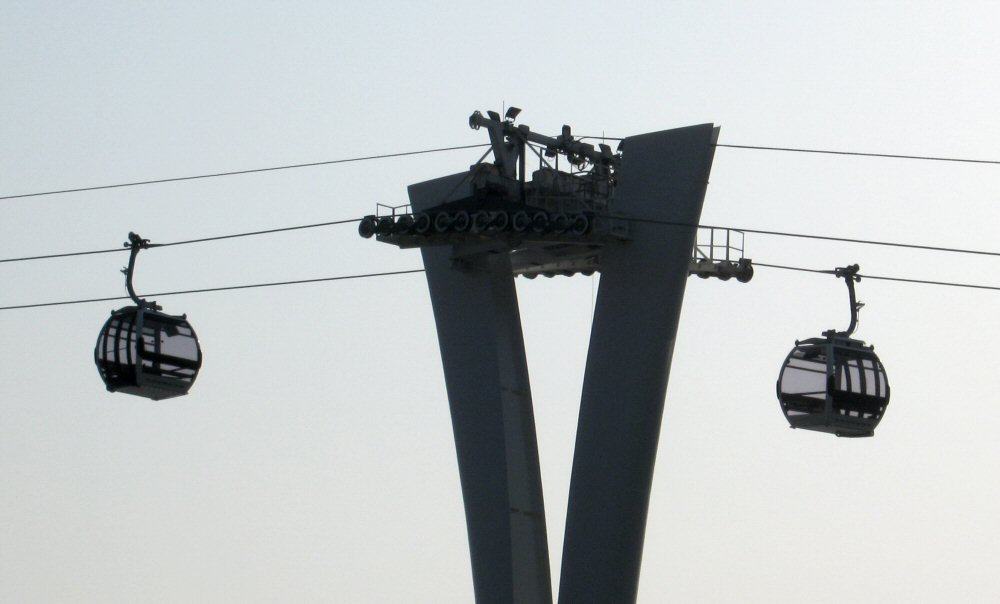
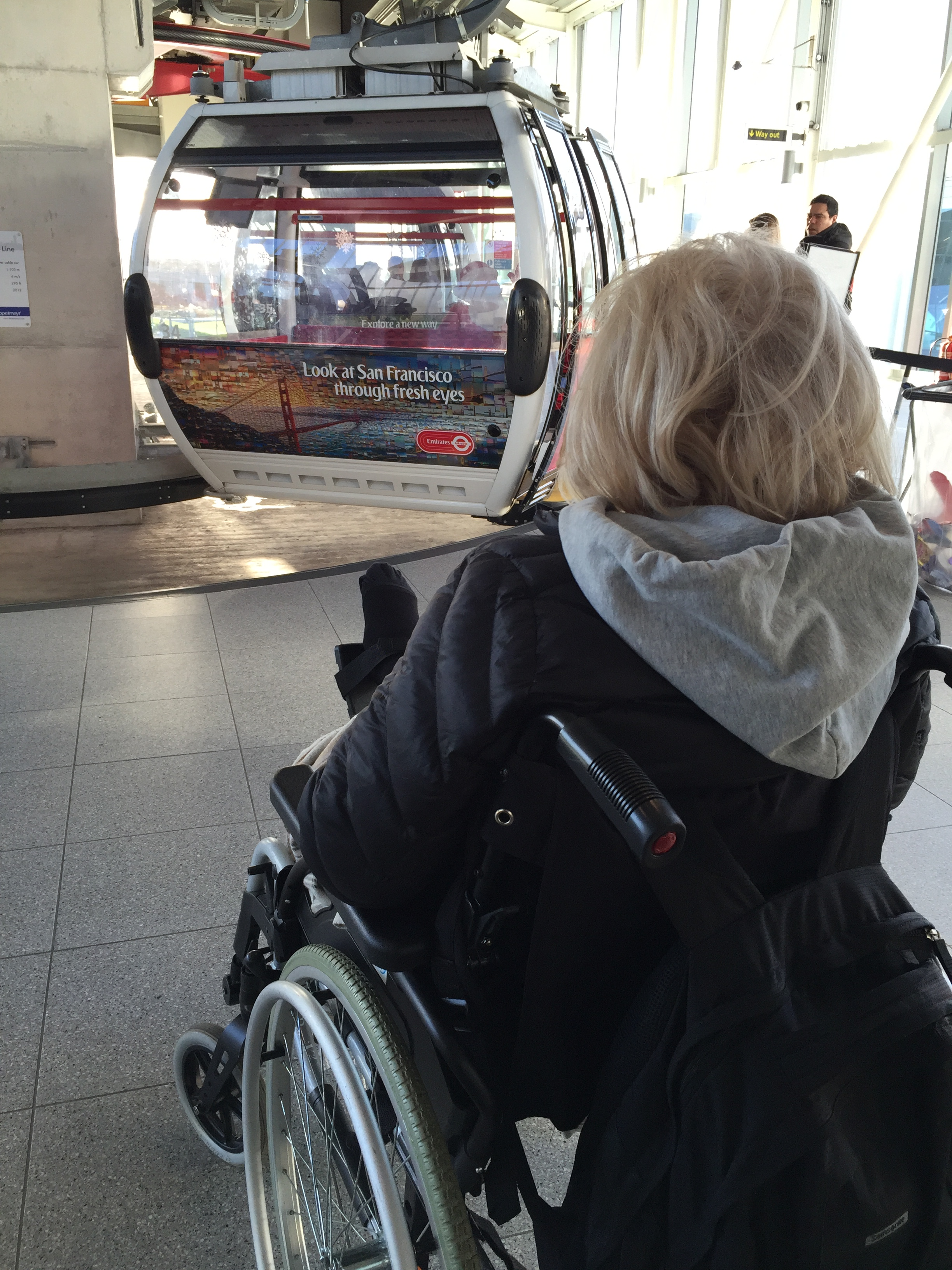
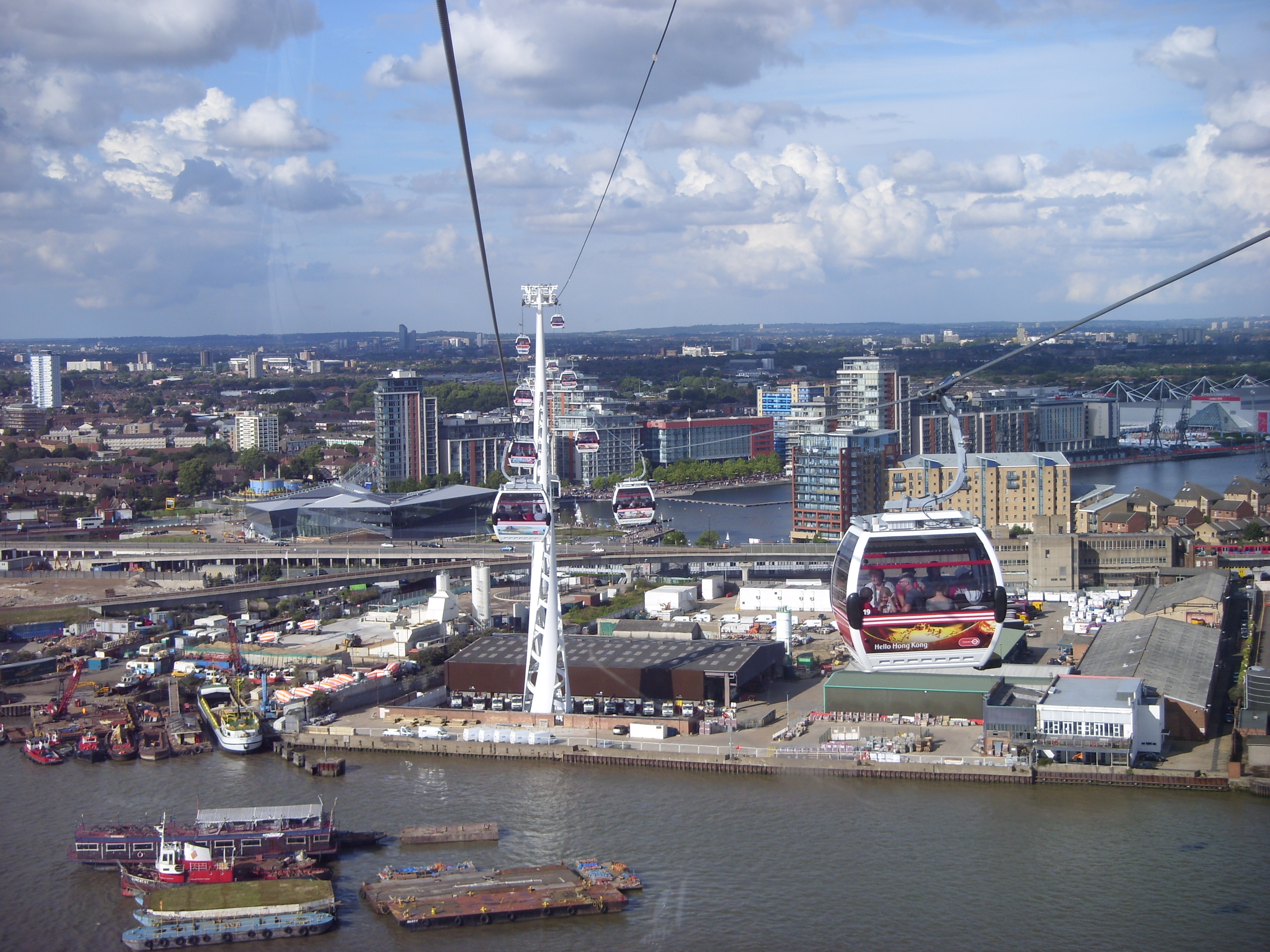
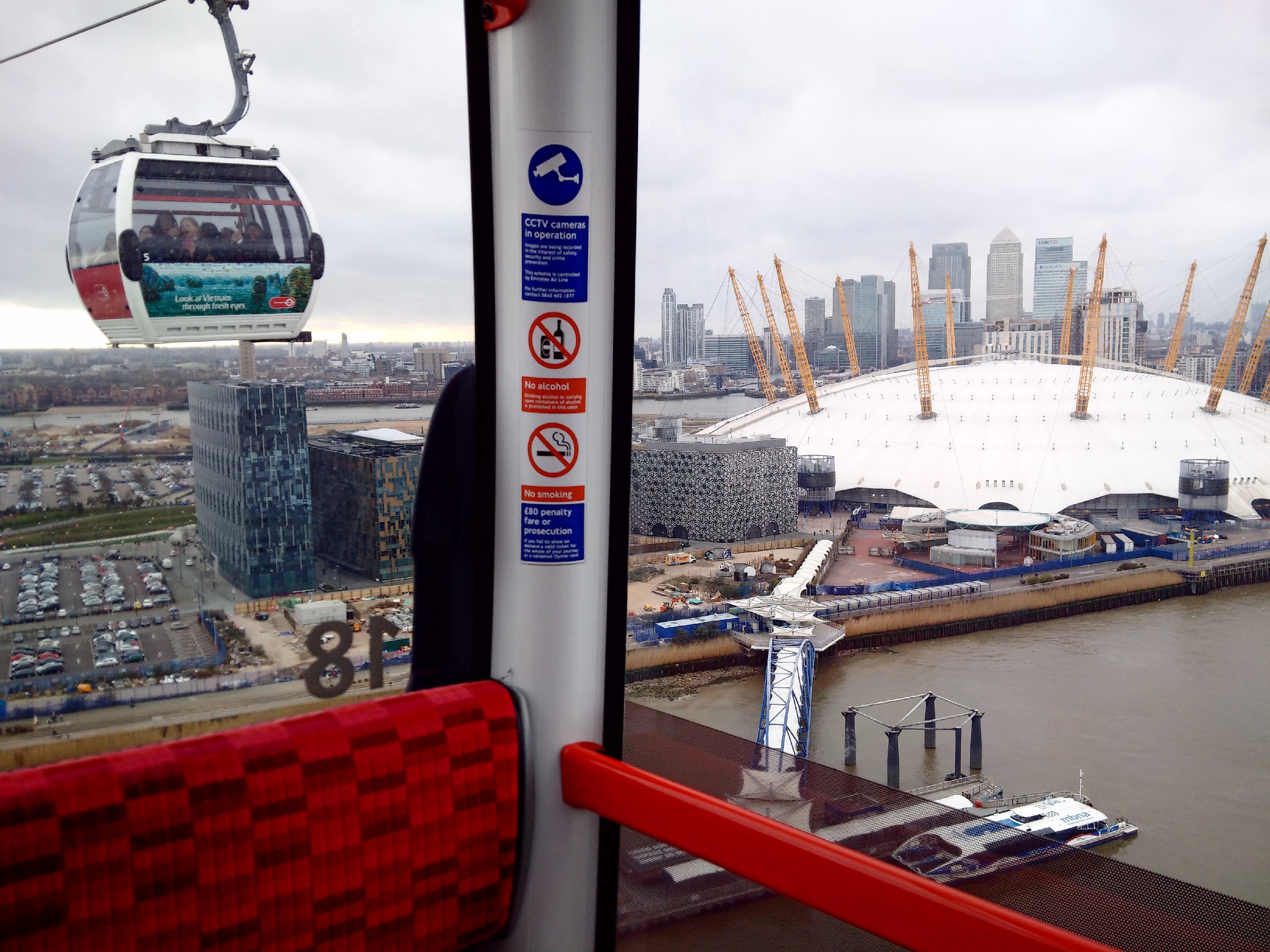
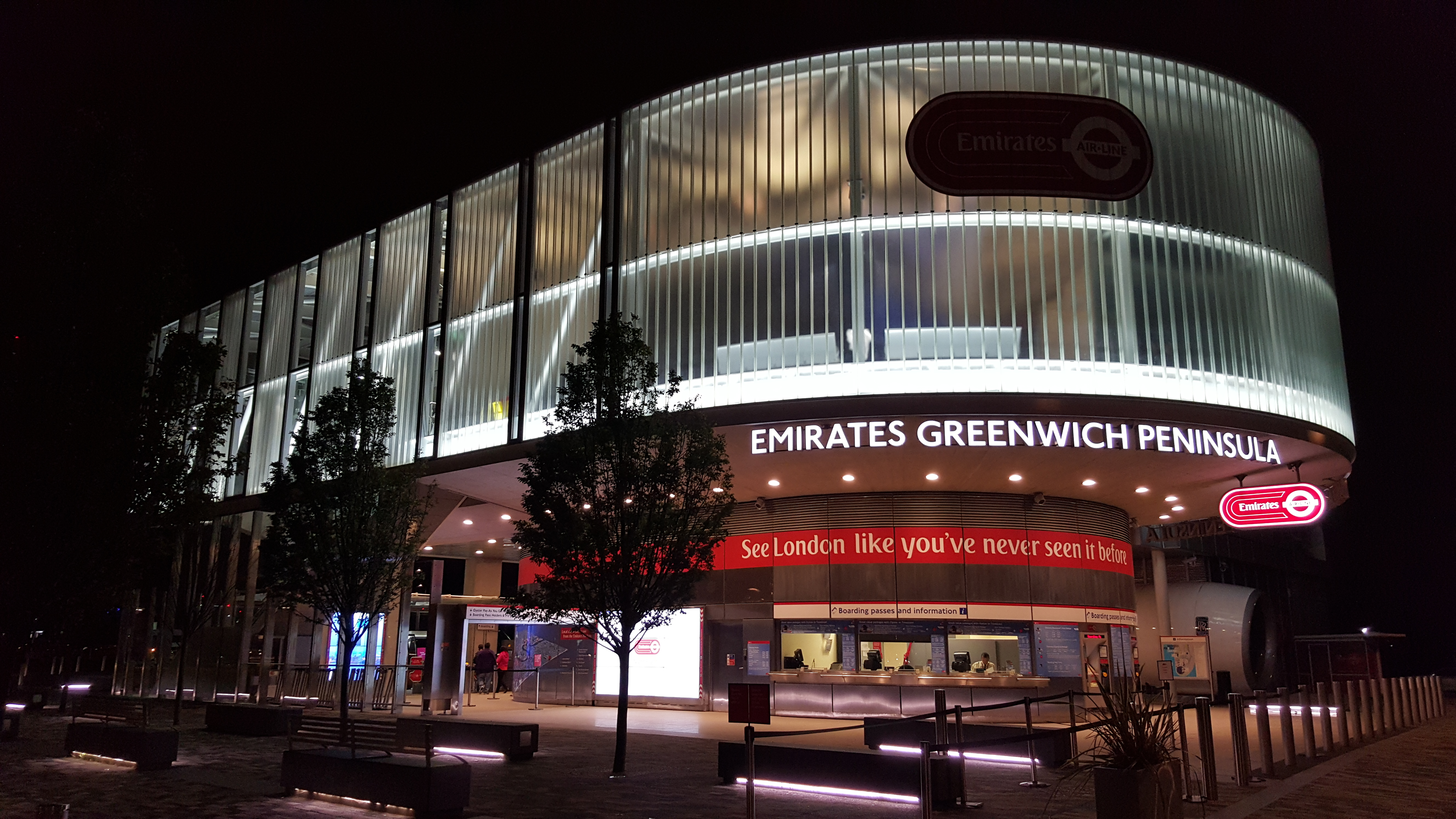